# Џејмс Џоунс
Џејмс Џоунс (Мајами, Флорида, 4. октобар 1980) је бивши амерички кошаркаш. Играо је на позицијама бека и крила. Са Мајамијем је два пута био шампион НБА лиге, а 2011. године је био победник такмичења у брзом шутирању тројки на ол-стар викенду.

## Каријера
Године 2003. је драфтован у другој рунди драфта од стране Индијане у којој ће провести наредне две сезоне. 2005. године је био трејдован у Финикс у замену за пика из друге рунде драфта 2008. У Финиксу је играо две сезоне и већ у првој значајно поправио свој учинак када је бележио просечно 9,3 поена по мечу.
Најзначајнији период у његовој досадашњој каријери је уследио у родном Мајамију у који је дошао 2008. године. Након формирања великог трија који су чинили староседелац Двејн Вејд као и новајлије Леброн Џејмс и Крис Бош, Мајами је преко ноћи постао главни фаворит за титулу. Иако у првој сезони нису успели успели су већ у следећој 2012. години, а титулу и одбранили у 2013. години. На индивидуалном плану Џејмс је на ол-стар викенду 2011. године постао победник такмичења у брзом шутирању тројки, победивши Реја Алена и Пола Пирса у финалу тог такмичења. Након одласка прве опције када је у питању шут у екипи мајамија, Мајка Милера, Џејмс је бележио најбоље проценте у шуту за три поена и шуту из игре. Дакле, у сезони 2013/14. проценат укупног шута му је био 45,6%, а проценат шута за три поена одличних 51,9%.
Године 2014. заједно са саиграчем Леброном прелази у Кливленд, за који потписује једногодишњи уговор. И поред тога што су опет важили за главног фаврита у финалу против Голден Стејта нису могли да учине више, пре свега због повреда играча из прве петорке.
Дана 25. јула 2015. продужује верност и опет потписује једногодишњи уговор са Кливлендом.

## Успеси

### Клупски
- Мајами хит:
  - НБА лига (2): 2012, 2013.
- Кливленд кавалирси:
  - НБА лига (1): 2016.

### Појединачни
- Победник НБА такмичења у брзом шутирању тројки (1): 2011.

## НБА статистика
| † | означава сезону када осваја НБА титулу |

#### Просечно по утакмици
| Сезона    | Екипа    | ОУ  | СУ | МПУ  | ПШ%  | 3П%  | СБ%   | СПУ | АПУ | УПУ | БПУ | ППУ |
| --------- | -------- | --- | -- | ---- | ---- | ---- | ----- | --- | --- | --- | --- | --- |
| 2003/04.  | Индијана | 6   | 0  | 4.3  | .222 | .250 | 1.000 | .3  | .0  | .2  | .0  | 1.2 |
| 2004/05.  | Индијана | 75  | 24 | 17.7 | .396 | .398 | .855  | 2.3 | .8  | .4  | .4  | 4.9 |
| 2005/06.  | Финикс   | 75  | 24 | 23.6 | .418 | .386 | .851  | 3.4 | .8  | .5  | .7  | 9.3 |
| 2006/07.  | Финикс   | 76  | 7  | 18.1 | .368 | .378 | .877  | 2.3 | .6  | .4  | .6  | 6.4 |
| 2007/08.  | Портланд | 58  | 3  | 22.0 | .437 | .444 | .878  | 2.8 | .6  | .4  | .3  | 8.0 |
| 2008/09.  | Мајами   | 40  | 1  | 15.8 | .369 | .344 | .839  | 1.6 | .5  | .3  | .4  | 4.2 |
| 2009/10.  | Мајами   | 36  | 6  | 14.0 | .361 | .411 | .821  | 1.3 | .5  | .3  | .1  | 4.1 |
| 2010/11.  | Мајами   | 81  | 8  | 19.1 | .422 | .429 | .833  | 2.0 | .5  | .4  | .2  | 5.9 |
| 2011/12.† | Мајами   | 51  | 10 | 13.1 | .380 | .404 | .833  | 1.0 | .4  | .3  | .2  | 3.6 |
| 2012/13.† | Мајами   | 38  | 0  | 5.8  | .344 | .302 | .500  | .6  | .3  | .1  | .2  | 1.6 |
| 2013/14.  | Мајами   | 20  | 6  | 11.8 | .456 | .519 | .636  | 1.2 | .5  | .2  | .2  | 4.9 |
| 2014/15.  | Кливленд | 57  | 2  | 11.7 | .368 | .360 | .848  | 1.1 | .4  | .2  | .1  | 4.4 |
| Каријера  |          | 613 | 91 | 16.7 | .398 | .398 | .848  | 1.9 | 0.6 | 0.3 | 0.3 | 5.6 |

#### Плеј-оф
| Сезона   | Екипа    | ОУ  | СУ | МПУ  | ПШ%  | 3П%  | СБ%   | СПУ | АПУ | УПУ | БПУ | ППУ  |
| -------- | -------- | --- | -- | ---- | ---- | ---- | ----- | --- | --- | --- | --- | ---- |
| 2005.    | Индијана | 13  | 0  | 16.5 | .413 | .400 | .444  | 2.1 | .8  | .5  | .5  | 4.0  |
| 2006.    | Финикс   | 20  | 6  | 17.7 | .341 | .308 | .846  | 3.6 | .3  | .3  | .9  | 4.3  |
| 2007.    | Финикс   | 11  | 6  | 15.5 | .528 | .444 | .818  | 1.4 | .3  | .2  | .2  | 5.0  |
| 2009.    | Мајами   | 7   | 7  | 33.6 | .531 | .500 | .917  | 2.3 | .7  | .4  | .1  | '9.6 |
| 2010.    | Мајами   | 1   | 0  | 9.0  | .000 | .000 | 1.000 | .0  | .0  | .0  | .0  | 2.0  |
| 2011.    | Мајами   | 12  | 0  | 22.7 | .471 | .459 | 1.000 | 2.5 | .2  | .5  | .2  | 6.5  |
| 2012.†   | Мајами   | 20  | 0  | 8.7  | .372 | .300 | 1.000 | 1.0 | .1  | .2  | .1  | 2.6  |
| 2013.†   | Мајами   | 9   | 0  | 3.7  | .429 | .750 | .000  | .3  | .0  | .0  | .1  | 1.0  |
| 2014.    | Мајами   | 15  | 0  | 8.4  | .450 | .469 | .667  | .7  | .3  | .2  | .1  | 3.5  |
| 2015.    | Кливленд | 20  | 0  | 15.6 | .347 | .344 | .929  | 1.5 | .5  | .4  | .2  | 4.4  |
| Каријера |          | 128 | 19 | 14.8 | .412 | .398 | .866  | 1.7 | .3  | .3  | .3  | 4.2  |